# Antigo Consulado Britânico em Tunes
O antigo consulado britânico é um prédio que abrigava o consulado do Reino Unido em Tunes, Tunísia, posteriormente elevado a embaixada, após a independência da Tunísia em 1956. Está localizado na Victory Square (antiga Place de la Bourse), adjacente à medina de Tunes.

## História
As relações diplomáticas entre a Regência de Tunes e o Reino Unido começaram em 1662, com a assinatura de um tratado de paz.
O primeiro edifício do consulado foi erguido no século XVII. Foi substituído por um segundo, em estilo europeu, no início do século XIX.
O edifício na Praça da Vitória foi erguido em 1914, num estilo de revivalismo mourisco.
Em 2003, a embaixada mudou-se para Berges du Lac e o antigo edifício do consulado foi devolvido ao estado tunisino.